# Nicolae S. Basilescu
Nicolae S. Basilescu (n. 1 ianuarie 1860, Urlați, România – d. 4 martie 1938, București, România) a fost un profesor universitar, industriaș și filantrop român. 

## Activitatea didactică
După ce și-a luat licența la Facultatea de Drept a Universității din București, Nicolae Basilescu si-a luat doctoratul la Facultatea de Drept din Paris în 1884. Pe lângă activitatea de avocat a intrat în învățământul universitar, inițial la Facultatea de Drept a Universității „Alexandru Ioan Cuza” din Iași  în 1892, apoi la cea din București în 1896, unde a fost ulterior numit decan. 
În 1887 a fost numit secretar al Camerei de Comerț și Industrie a României, A fost ales de mai multe ori deputat în Parlamentul României din partea Partidului Național Liberal.
A publicat numeroase lucrări, dintre care cele mai importante sunt:
- Note sur le chiffre de la population du Royaume de Roumanie, 1897
- Economia politică și ideea socială, 1900
- L’industrie roumaine, 1910
- Pentru țărănime, 1914
- Le rôle de la Roumanie dans la guerre européenne et les revendications de la Roumanie, 1915

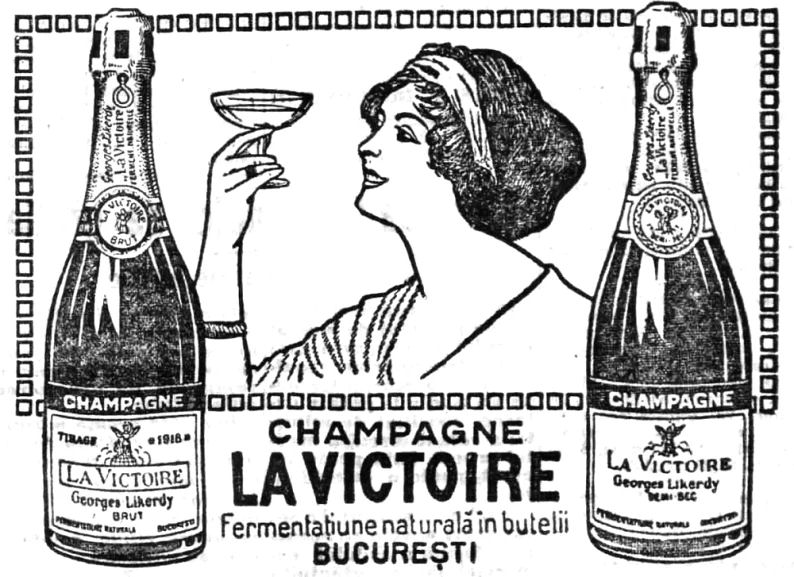
Reclama pentru șampania Bazilescu

- Studii Sociale. 1902-1905

## Activitatea ca industriaș
Prin căsătoria cu Ecaterina Pascal, e ajuns să dețină moșia Măicănești-Grefoaicele din nord-vestul Capitalei. Investește într-o fabrică de bere, una de malț și alta de cărămidă, intuind dezvoltarea acestor ramuri economice. 
Pe de altă parte, deținea moșia de la Dealu-Mare – Urlați specializată în viticultură. Deoarece viile din România fuseseră distruse de filoxeră, în  1898, Basilescu a început replantarea cu viță-de-vie americană pentru a-și revitaliza industria viticolă.  
Pentru a vinde mai bine vinul produs, Nicolae Basilescu a decis să-l prelucreze transformându-l în șampanie. Cu ajutorul specialistului francez Paul Poitevin, Bazilescu a construit o fabrică de șampanie, pe care o comercializa cu ajutorul casei „Capșa”. Primul lot de șampanie „Capșa”, a ieșit pe piață în 1912. După primul război mondial, sistemul de fabricație a fost ameliorat cu ajutorul casei de Saint Marceaux din Reims (Franța).